# Nông lịch
Nông lịch, thường gọi là âm lịch, là một loại âm dương lịch hiện vẫn còn được sử dụng ở các quốc gia và khu vực chịu ảnh hưởng của nền văn minh lúa nước. Về thực chất, nó là một loại âm dương lịch tạo ra bởi sự kết hợp của âm lịch thuần túy với thời điểm xảy ra tiết khí, là những cái được tính theo dương lịch. Lịch này hiện nay chủ yếu được sử dụng để tính toán các ngày lễ hội quan trọng như Tết Nguyên Đán hay Tết Trung thu, cũng như để tính toán ngày tháng cho các công việc trọng đại như cưới xin, khởi công xây dựng nhà cửa, mồ mả, mua sắm những đồ vật có giá trị lớn v.v... Điều này không chỉ thịnh hành ở nông thôn mà còn ở các thành phố lớn. Các loại nông lịch của người Triều Tiên, Nhật Bản, Đài Loan, Việt Nam, Singapore về cơ bản là gần giống như lịch của người Trung Quốc. Người Nhật Bản tính theo múi giờ UTC+9 cũng như quy tắc hơi khác, người Việt Nam tính theo UTC+7 cho nên có thể có sai biệt nào đó so với nông lịch Trung Quốc về thời điểm bắt đầu và kết thúc của mỗi tháng (tức số ngày trong tháng) cũng như tháng nhuận.
Ở Trung Quốc, và các nước nêu trên, lịch này còn gọi là Hạ lịch (夏曆), "nông lịch" (農曆), khác với "công lịch" (公曆), hay "tây lịch" (西曆). Ngoài ra người ta còn gọi nó là "cựu lịch" (舊曆) sau khi "tân lịch" (新曆), tức lịch Gregory được sử dụng như là lịch chính thức.

## Lịch sử

### Bắt đầu
Truyền thuyết về sự khởi đầu của lịch Trung Quốc cho rằng lịch này có từ trước thiên niên kỷ 1 TCN. Truyền thuyết cho rằng lịch Trung Quốc do Hoàng Đế phát minh. Nhưng chỉ là truyền thuyết vì lịch được tính theo văn hóa lúa nước bắt nguồn từ đồng bằng trường giang (lúc này không biết Bách Việt nằm ở đâu nếu không có người Hoa (Hạ) gọi tên họ như vậy). Ông là người cai trị Trung Quốc khoảng năm 2698-2599 trước Công Nguyên. Vị hoàng đế huyền sử thứ tư là Đường Nghiêu đã thêm vào các tháng nhuận. Chu kỳ 60 năm, Can-Chi (干支 gānzhī), được thêm vào cho các năm từ thế kỷ 1 TCN. Cho là Hoàng Đế lên ngôi khi đã lớn, năm đầu tiên của chu kỳ đầu tiên là năm 2637 TCN theo như Herbert A. Giles, trong quyển A Chinese-English Dictionary (1912), cũng như tất cả các tác giả phương Tây khác trong thời kỳ cuối của nhà Thanh. Vì thế cho đến năm 1984 thì chu kỳ hiện tại là 78. Tuy nhiên, một số tác giả hiện đại cho rằng năm đầu tiên của chu kỳ đầu tiên là 2697 TCN khi mà Hoàng Đế còn nhỏ, và nói là hiện nay chúng ta đang ở chu kỳ 79. Hai cách tính kỷ nguyên này đã tạo ra hai cách tính toán năm liên tục, tạo ra "năm Trung Quốc" là 4642 hay 4702 cho đến đầu năm 2005.
Tuy nhiên, các chu kỳ 60 được đánh số liên tục và các năm dựa trên chúng là phát kiến của các nhà niên đại học phương Tây—người Trung Hoa không sử dụng chúng. Họ sử dụng các chu kỳ không đánh số, mặc dù nó có vai trò có lợi đối với năm niên hiệu, được công bố bởi các hoàng đế Trung Hoa. Thực vậy, việc không sử dụng niên hiệu của hoàng đế tương đương với sự làm phản mà hình phạt của nó là tử hình. Nhưng cuộc nổi dậy của Nghĩa Hòa Đoàn năm 1900 đã làm người lãnh đạo không chính thức của Trung Quốc, Từ Hi Thái hậu, bị suy yếu và dễ tổn thương trước các thách thức từ phía những người đi theo xu hướng cộng hòa, đây là những người cố ý dùng hệ thống đếm năm liên tục nhằm bất hợp pháp hóa nhà Thanh bằng cách từ chối sử dụng niên hiệu của nó. Mặc dù báo chí cộng hòa sử dụng nhiều hơn một niên đại, cái mà Tôn Trung Sơn lựa chọn, 2698 TCN, đã được công nhận bởi phần lớn các cộng đồng Hoa kiều ngoài khu vực Đông Nam Á như phố người Hoa ở San Francisco, dẫn đến năm 4703 của họ được bắt đầu vào năm 2005. Nhiều nhà niên đại học, không biết lịch sử của nó, cho rằng 2698 TCN là sai lầm đối với kỷ nguyên 2697 TCN thu được từ các chu kỳ 60, trong khi nó thực sự là kỷ nguyên duy nhất được một số người Trung Quốc sử dụng thật sự, mặc dù chỉ là thiểu số (phần lớn người Trung Hoa không sử dụng bất kỳ một kiểu đếm số năm từ kỷ nguyên truyền thuyết).

### Lịch sử sơ kỳ
Các chứng cứ khảo cổ học sớm nhất của lịch Trung Quốc xuất hiện trên các tấm xương bói toán vào thời kỳ cuối của thiên niên kỷ 2 TCN thời nhà Thương. Các tấm xương này chỉ ra năm âm dương lịch có 12 tháng và thỉnh thoảng có tháng thứ 13, cũng như thậm chí có tháng thứ 14. Bởi vì ngày tháng Trung Quốc là có cơ sở vững chắc bắt đầu từ năm 841 TCN, lịch của thời kỳ đầu nhà Chu được biết đến như là lịch với tháng nhuận được thêm vào một cách tùy tiện. Tháng đầu tiên của năm khi đó rất gần với đông chí và tháng nhuận của nó là sau tháng thứ 12. Lịch tứ phân (四分 sìfēn) bắt đầu khoảng năm 484 TCN, là lịch đầu tiên được tính toán ở Trung Quốc. Nó được đặt tên như thế vì nó sử dụng năm Mặt Trời với 365¼ ngày, cùng với quy tắc chu kỳ 19 năm = 235 tháng, được biết đến ở phương tây là chu kỳ Meton. Đông chí khi đó nằm trong tháng đầu tiên và tháng nhuận của nó được chèn thêm vào sau tháng thứ mười hai. Bắt đầu từ năm 256 TCN của vương quốc Tần, sau này là nhà Tần, tháng nhuận là tháng phụ thứ chín vào cuối năm mà bây giờ bắt đầu bằng tháng thứ mười, và đông chí nằm trong tháng thứ mười một. Cách tính năm như thế được sử dụng cho đến nửa thời kỳ đầu của nhà Tây Hán.

### Quy tắc "Trung khí"
Vua Hán Vũ đế của nhà Hán đã đề ra các quy tắc cơ bản mà lịch Trung Quốc áp dụng từ đó đến nay. Lịch Thái sơ (太初, Tàichū - sự khởi đầu vĩ đại, niên hiệu của Hán Vũ đế) của ông năm 104 TCN là năm với đông chí nằm trong tháng thứ mười một và được thiết kế để tháng nhuận có thể là bất kỳ tháng nào (tháng 29 hay 30 ngày) mà trong tháng đó Mặt Trời không đi qua các điểm Trung khí (tức là Mặt Trời chỉ nằm trong một cung hoàng đạo). Vì chuyển động trung bình của Mặt Trời (biểu kiến) được sử dụng để tính toán tiết khí cho đến tận năm 1645, tháng nhuận như thế có thể xuất hiện sau bất kỳ tháng nào của năm với cùng một xác suất. Tuy nhiên, sự giao hội của Mặt Trời và Mặt Trăng (hay sóc) sử dụng chuyển động trung bình của cả hai thiên thể này chỉ cho đến năm 619, năm thứ hai của nhà Đường, khi cả hai chuyển động bắt đầu được sử dụng mô hình chuyển động thật với hai parabôn quan trắc ngược nhau (với những thành phần nhỏ tuyến tính và lập phương). Tuy nhiên, các parabôn không phù hợp với chuyển động trung bình, mà phù hợp với những điểm gián đoạn hay bước nhảy.

### Chuyển động thực của Mặt Trời và Mặt Trăng
Sau khi thiên văn học của châu Âu được giới thiệu vào Trung Hoa bởi các giáo sĩ dòng Tên, chuyển động của cả Mặt Trời và Mặt Trăng bắt đầu được tính toán bằng các hàm lượng giác trong lịch Thời Hiến (時憲 Shíxiàn) năm 1645 của nhà Thanh, lịch này được lập bởi giáo sĩ Adam Schall, tên Trung Hoa là Thang Nhược Vọng. Chuyển động thật của Mặt Trời (biểu kiến) bấy giờ được sử dụng để tính tiết khí. Tháng nhuận thông thường hay xảy ra sau tháng thứ hai cho đến tháng thứ chín và ít khi xảy ra sau tháng thứ mười nếu tính từ tháng đầu tiên. Rất ít thời gian trong mùa thu-đông có một hay hai tháng mà Mặt Trời đi qua hai cung hoàng đạo, lẫn với hai hay ba tháng mà Mặt Trời chỉ nằm trong một cung hoàng đạo.

### Cải cách lịch Gregory và thay đổi thời gian năm 1929
Lịch Gregory được công nhận bởi Trung Hoa Dân Quốc, lúc đó mới ra đời, có hiệu lực từ ngày 1 tháng 1 năm 1912 cho các hoạt động chính thức, nhưng dân chúng vẫn tiếp tục sử dụng lịch truyền thống của nhà Thanh. Tình trạng của lịch Gregory trong khoảng 1916 đến 1921, khi Trung Quốc bị kiểm soát bởi các đốc quân, không được rõ. Từ khoảng 1921 đến 1928 các đốc quân vẫn tiếp tục kiểm soát phía bắc Trung Quốc, nhưng Quốc dân đảng đã kiểm soát miền nam Trung Quốc và có lẽ họ đã sử dụng lịch Gregory. Sau khi Quốc dân đảng công bố cải tổ lại Trung Hoa Dân Quốc 10 tháng 10 năm 1928, họ ra sắc lệnh bắt buộc sử dụng lịch Gregory có hiệu lực từ ngày 1 tháng 1 năm 1929. Họ cũng ra sắc lệnh có hiệu lực từ ngày này mọi người dân phải sử dụng múi thời gian bờ biển đã được dùng trong tất cả các cảng hiệp ước, cho các cảng dọc theo bờ biển phía đông Trung Quốc, ký với châu Âu (theo Hiệp ước Nam Kinh 1842) từ năm 1904. Điều này đã thay đổi thời điểm bắt đầu mỗi ngày đối với cả lịch truyền thống và lịch Gregory một lượng +14,3 phút từ nửa đêm Bắc Kinh tới nửa đêm tại kinh độ 120° đông tính từ Greenwich.
Điều này đã sinh ra một số sai biệt, chẳng hạn như đối với Tết Trung Thu năm 1978. Điểm sóc khi đó là ngày 3 tháng 9 năm 1978, hồi 00:07, Giờ chuẩn Trung Quốc. Sử dụng lịch cũ theo múi giờ Bắc Kinh, sóc xảy ra lúc 23:53 ngày 2, vì thế tháng Tám (âm lịch) bắt đầu trong các ngày khác nhau tùy theo từng loại lịch. Người Hồng Kông (sử dụng lịch truyền thống) ăn Tết này vào ngày 16 tháng 9, nhưng những người Trung Quốc khác ăn Tết này vào ngày 17 tháng 9.
Quốc dân đảng có thể đã bắt đầu đánh số năm của nền cộng hòa của họ vào năm 1929, bắt đầu từ năm 1912 như là năm 1. Khi những người cộng sản giành được quyền kiểm soát đối với Trung Hoa đại lục 1 tháng 10 năm 1949, họ chỉ đơn giản là tiếp tục sử dụng lịch Gregory, nhưng bắt đầu từ đây đánh số năm theo kiểu phương tây, bắt đầu với 1949. Ở cả Trung Hoa đại lục và Đài Loan, các tháng của lịch Gregory được đánh số từ 1 đến 12 giống như các tháng của lịch truyền thống.

## Quy tắc
Các quy tắc sau có hiệu lực từ năm 104 TCN, mặc dù một số chi tiết đã từng là không cần thiết trước năm 1645. Cũng lưu ý là các quy tắc này không chỉ rõ các tính toán chi tiết dựa trên cơ sở của chuyện động thật hay trung bình của Mặt Trời, Mặt Trăng, điều này phụ thuộc vào từng giai đoạn lịch sử.
1. Các tháng của âm lịch có ngày bắt đầu tính từ nửa đêm của ngày diễn ra sóc thiên văn tính theo múi giờ địa phương.
2. Mỗi năm có 12 tháng thông thường, được đánh số nối tiếp từ 1 đến 12. Cứ hai đến ba năm lại có năm có tháng nhuận (閏月 rùnyuè - nhuận nguyệt), tháng này có cùng cách đánh số như tháng trước đó (nó có thể xảy ra sau bất kỳ tháng nào? - điều này bản tiếng Anh có lẽ không đúng vì người ta quy định các tháng 11: Tý, 12:Sửu, 1: Dần không được tính nhuận). Xem thêm quy tắc 6 và Tháng nhuận.
3. Cứ mỗi một tiết khí chính của lịch Mặt Trời Trung Quốc tương đương với điểm mà Mặt Trời đi vào trong cung hoàng đạo (trung khí). Có 12 trung khí là vũ thủy, xuân phân, cốc vũ, tiểu mãn, hạ chí, đại thử, xử thử, thu phân, sương giáng, tiểu tuyết, đông chí, đại hàn.
4. Mặt Trời phải luôn đi qua điểm đông chí (tức là đi vào cung Ma Kết hay Capricorn) trong tháng 11 âm lịch.
5. Nếu có 13 tháng âm lịch giữa hai tháng 11 âm lịch kế tiếp, ít nhất có một tháng là tháng mà khi đó Mặt Trời chỉ nằm hoàn toàn trong một cung hoàng đạo. Nếu chỉ có 1 tháng như vậy thì nó là tháng nhuận, nếu có 2 tháng như vậy trở lên thì chỉ có tháng đầu tiên là nhuận (có ngoại lệ, xem mục 6 dưới đây).
6. Không được tính nhuận các tháng Tý, Sửu, Dần. Nếu trong các tháng này có một tháng nào không có trung khí thì nó vẫn không bị tính là nhuận của tháng trước đó, tháng bị tính là nhuận sẽ là một trong hai trường hợp sau:
  1. Tháng sau tháng Mão (tháng 2) (nếu chỉ có một tháng không có trung khí). Trường hợp này có tháng giả nhuận, mặc dù tháng âm lịch giả nhuận này có thể vẫn có chứa điểm trung khí.
  2. Hay tháng không có trung khí còn lại, nếu có 2 trên 13 tháng không có trung khí.
7. Thời gian diễn ra sóc thiên văn và Mặt Trời đi vào một cung hoàng đạo nào đó trong lịch Trung Quốc được xác định theo múi giờ Trung Quốc tại đài thiên văn Tử Kim Sơn (紫金山天文台) gần Nam Kinh sử dụng các phương trình thiên văn hiện đại, còn tại Việt Nam xác định theo giờ Hà Nội.

Cung Hoàng Đạo mà Mặt Trời đi qua trong tháng và kinh độ của đường hoàng đạo của các điểm đi vào các cung thông thường dùng để xác định tháng thông thường. Tháng 1, chánh nguyệt (zhēngyuè), tiếng Việt gọi là tháng giêng (tiếng Hoa là tháng khởi đầu - tháng nguyên có nghĩa đầu tiên. Từ đây phát sinh tên gọi tết + Nguyên Đán tức là buổi sáng sớm đầu tiên, tết + Nguyên Tiêu tức là buổi đêm đầu tiên v.v.).
| #  | Tên (Việt)          | Kinh độ | Tên (Hoa)                        | Cung hoàng đạo |
| -- | ------------------- | ------- | -------------------------------- | -------------- |
| 11 | Tháng mười một (Tí) | 270°    | 十一月 shíyīyuè thập nhất nguyệt | Ma Kết         |
| 12 | Tháng chạp (Sửu)    | 300°    | 十二月 shí'èryuè thập nhị nguyệt | Bảo Bình       |
| 1  | Tháng giêng (Dần)   | 330°    | 正月 zhēngyuè chinh nguyệt       | Song Ngư       |
| 2  | Tháng hai (Mão)     | 0°      | 二月 èryuè nhị nguyệt            | Bạch Dương     |
| 3  | Tháng ba (Thìn)     | 30°     | 三月 sānyuè tam nguyệt           | Kim Ngưu       |
| 4  | Tháng tư (Tỵ)       | 60°     | 四月 sìyuè tứ nguyệt             | Song Tử        |
| 5  | Tháng năm (Ngọ)     | 90°     | 五月 wǔyuè ngũ nguyệt            | Cự Giải        |
| 6  | Tháng sáu (Mùi)     | 120°    | 六月 liùyuè lục nguyệt           | Sư Tử          |
| 7  | Tháng bảy (Thân)    | 150°    | 七月 qīyuè thất nguyệt           | Xử Nữ          |
| 8  | Tháng tám (Dậu)     | 180°    | 八月 bāyuè bát nguyệt            | Thiên Bình     |
| 9  | Tháng chín (Tuất)   | 210°    | 九月 jiǔyuè cửu nguyệt           | Hồ Cáp         |
| 10 | Tháng mười (Hợi)    | 240°    | 十月 shíyuè thập nguyệt          | Nhân Mã        |

Mười hai tháng âm lịch là khá gần với các sự kiện trong sự phát triển của thực vật và trong nông nghiệp, vì thế chúng còn có tên gọi khác theo các loài cây:
- Chinh nguyệt 正月: Tháng giêng (Latin: primus mensis)
- Hạnh nguyệt 杏月: Tháng hoa mơ hạnh
- Đào nguyệt 桃月: Tháng hoa đào
- Mai nguyệt 梅月: Tháng hoa mơ mai
- Lựu nguyệt 榴月: Tháng hoa lựu
- Hà nguyệt 荷月: Tháng hoa sen
- Lan nguyệt 蘭月: Tháng hoa lan
- Quế nguyệt 桂月: Tháng hoa quế (lưu ý quế này thuộc chi Osmanthus họ Oleaceae, chứ không phải quế chi Cinnamomum họ Lauraceae)
- Cúc nguyệt 菊月: Tháng hoa cúc
- Lương nguyệt 良月: Tháng tốt lành
- Đông nguyệt 冬月: Tháng mùa đông
- Lạp nguyệt 臘月: Tháng chạp

Một số người tin rằng các quy tắc trên đây luôn luôn đúng, nhưng thực tế có một số ngoại lệ ngăn không cho Tết Nguyên Đán luôn luôn là sóc thứ hai sau Đông chí, hay có nghĩa là nó làm cho ngày lễ này diễn ra sau tiết Vũ Thủy. Ngoại lệ này diễn ra vào các giai đoạn từ năm 2033 đến năm 2034, và từ năm 2128 đến năm 2129, khi Đông chí là tiết khí chính thứ hai trong tháng Một (11) âm lịch. Tháng tiếp theo không có tiết khí chính và do vậy nó là nhuận, và tháng Chạp (12) tiếp theo sau đó sẽ chứa cả Bảo Bình (Aquarius) và Song Ngư (Pisces) và hai tiết khí chính (Đại Hàn và Vũ Thủy). Năm Dần vì thế bắt đầu vào sóc thứ ba sau Đông chí, và nó diễn ra sau tiết Vũ Thủy - Song Ngư (Pisces), vào ngày 19 tháng 2.
Chú thích của người viết: Điều này hiện vẫn còn đang chưa thống nhất, do các nhà làm lịch Trung Quốc cho rằng cách tính của người phương Tây có sai số, tháng nhuận trong năm 2033 theo họ rơi vào sau tháng 7 (tháng Thân) âm lịch chứ không phải sau tháng Một (11) âm lịch và quy tắc không nhuận các tháng 11, 12, 1 vẫn được bảo toàn. Tuy nhiên, vì giữa tháng âm lịch chứa Đông chí của năm 2032 (Mùng 1 của tháng này rơi vào ngày 3/12/2032) và tháng âm lịch chứa Đông chí của năm 2033 (Mùng 1 của tháng này rơi vào ngày 22/11/2033) chỉ có 11 tháng, nên nếu sau tháng 7 (tháng Thân) âm lịch là tháng nhuận, thì tháng chứa Đông chí của năm 2033 sẽ là tháng 10 âm lịch???. Nên nếu muốn đảm bảo giữ cho Đông chí nằm trong tháng 11, thì không được tính tháng nhuận sau tháng 7 (tháng Thân) âm lịch. Điều tương tự sẽ lặp lại vào năm 2128.
Một trường hợp khác là năm 1984-1985, khi Mặt Trời nằm trong cung Ma Kết (Capricorn) ở 270° và Bảo Bình (Aquarius) ở 300° trong tháng 11, và sau đó đi vào cung Song Ngư (Pisces) ở 330° trong tháng kế tiếp, mà lẽ ra khi đó phải là trong tháng giêng (tháng 1). Mặt Trời đã không đi vào cung nào trong tháng kế tiếp. Để đảm bảo giữ cho Đông chí nằm trong tháng 11, tháng lẽ ra phải là tháng 1 (Dần) trở thành tháng 12, và tháng sau đó là tháng 1, làm cho Tết Nguyên Đán diễn ra vào 20 tháng 2 năm 1985 sau khi Mặt Trời đã vượt qua Pisces ở 330° trong tháng trước đó, hơn là nằm trong tháng bắt đầu trong ngày này.
Chú thích của người viết: Điều này đã không diễn ra đối với lịch Việt Nam do Việt Nam tính theo UTC+7 và trên thực tế Tết Nguyên Đán năm 1985 ở Việt Nam diễn ra sớm hơn so với Trung Quốc 1 tháng âm lịch.
Trong các trường hợp khi tháng có 2 tiết khí chính diễn ra, nó luôn luôn xảy ra ở một khoảng thời gian nào đó giữa hai tháng không có tiết khí chính. Nó thông thường diễn ra đơn lẻ và nằm ở một trong hai bên hoặc gần với Đông chí, vì thế việc đặt Đông chí trong tháng 11 (quy tắc 4) sẽ dẫn đến phải chọn lựa tháng nào trong hai tháng không có tiết khí làm tháng nhuận. Năm 1984-1985, tháng ngay trước tháng 11 có hai tiết khí chính là tháng không có tiết khí chính và nó được tính là tháng 10 nhuận. Mọi tháng từ tháng có hai tiết khí chính tới tháng không có tiết khí chính mà không tính là nhuận được đánh số nối tiếp nhau theo quy tắc 2 tính như là các tháng thường. Phát biểu của quy tắc 5, lựa chọn tháng đầu tiên trong hai tháng không có tiết khí chính giữa tháng 11, là không bị bắt buộc kể từ lần cải cách lịch cuối cùng và cũng sẽ không cần thiết cho đến tận trường hợp của năm 2033-2034 và năm 2128-2129, khi các tháng có hai tiết khí chính sẽ nằm cạnh ba tháng không có tiết khí chính, hai trong số chúng sẽ nằm ở một bên của tháng 11. Tháng 11 nhuận rất ít khi xảy ra. Xem 
Các ngoại lệ như trên đây là rất hiếm. Tới 96,6% các tháng chỉ chứa một tiết khí chính (điểm vào trong một cung hoàng đạo), nó phù hợp với quy tắc đánh số của bảng tiết khí, và 3,0% các tháng là nhuận (luôn luôn là tháng không có tiết khí chính). Chỉ có 0,4% các tháng hoặc là có hai tiết khí chính hoặc là các tháng kế tiếp được đánh số lại.
Điều này chỉ xảy ra sau cải cách lịch năm 1645. Khi đó người ta cần thiết phải cố định một tháng luôn luôn chứa tiết khí chính của nó và cho phép các tháng còn lại đôi khi không chứa tiết khí chính của nó. Tháng 11 đã được chọn, vì tiết khí chính của nó (Đông chí) tạo ra sự khởi đầu của năm Mặt Trời trong lịch Trung Quốc.
Lịch Trung Quốc và lịch Gregory thông thường sẽ đồng bộ trở lại sau 19 năm (chu kỳ Meton). Tuy nhiên, chu kỳ 19 năm với các bộ tháng nhuận định sẵn chỉ là tương đối, vì thế các mô hình xác định tháng nhuận trong các chu kỳ kế tiếp nhau cuối cùng sẽ thay đổi sau vài lần chu kỳ 19 năm thành chu kỳ 19 năm hoàn toàn khác.
Hoàng đạo Trung Hoa (xem các phần Danh pháp và Địa Chi) chỉ sử dụng để đặt tên năm - nó thực sự không được sử dụng để tính lịch. Trên thực tế, người Trung Quốc có hệ thống chòm sao hoàn toàn khác.

## Danh pháp
Các năm được đặt tên theo chu kỳ của 10 Thiên Can và chu kỳ của 12 Địa Chi. Mỗi năm được đặt tên theo cặp của một can và một chi gọi là Can Chi (干支 gānzhī). Thiên Can phối hợp với Âm Dương và Ngũ hành. Chu kỳ 10 năm của Can bắt đầu từ can Giáp những năm tận cùng bằng 4 như 1984, 1994, 2004 v.v., còn đối với năm trước công nguyên là 7. Địa Chi liên kết với 12 con vật tượng trưng. Chu kỳ 12 năm bắt đầu bằng chi Tý (Tí) với những năm chia cho 12 còn dư 4 như 1984, 1996 v.v. hay trong phép chia cho 12 còn dư 9 nếu là năm trước Công nguyên như 9 TCN (Nhâm Tý), 21 TCN (Canh Tý), v.v. (lưu ý là không có năm 0, sau ngày 31 tháng 12 năm 1 TCN (năm Canh Thân) là ngày 1 tháng 1 năm 1 (năm Tân Dậu)).
Chu kỳ 60 năm tạo thành bởi tổ hợp của hai chu kỳ được biết như là "chu kỳ Giáp Tý" (甲子 jiǎzǐ). Nó không phải là 120 vì hai chu kỳ này quay vòng tuần hoàn độc lập với nhau. Do vậy không thể có những tổ hợp như Giáp Sửu chẳng hạn. Gọi là chu kỳ Giáp Tý vì năm đầu tiên của chu kỳ 60 năm là năm Giáp Tý.
Chu kỳ 60 năm là không đủ cho các tham chiếu lịch sử. Trong thời kỳ phong kiến, niên hiệu (tên kỷ nguyên của một ông vua) được đặt trước tên của năm để phân biệt. Ví dụ: Khang Hi Nhâm Dần (康熙壬寅), hay năm 1662, là năm Nhâm Dần (壬寅) đầu tiên trong thời gian trị vì của hoàng đế Khang Hi (康熙). Khang Hi cũng là trường hợp duy nhất trong lịch sử Trung Quốc trị vì trên 60 năm, cho nên năm Khang Hi Nhâm Dần vừa là năm 1662 khi Khang Hi lên ngôi, vừa là năm 1722 khi ông băng hà. Sử dụng niên hiệu của vua là tiềm ẩn sự thừa nhận tính hợp pháp của vị vua đó, là rất quan trọng về chính trị trong trường hợp kế vị đầy tranh cãi hay nổi loạn. Tuy nhiên, nó cũng gây ra khó khăn cho các nhà sử học Trung Quốc trong việc cho rằng triều đại nào là hợp pháp hơn khi nói về các thời kỳ sớm hơn, khi mà Trung Quốc bị chia sẻ.
Các tháng, ngày và giờ cũng có thể được biểu thị bằng Can Chi, mặc dù chúng nói chung được biểu diễn chủ yếu theo các số đếm Trung Hoa. Cùng với nó, bốn cặp Can-Chi tạo ra bát tự (八字 bāzì) được sử dụng trong chiêm tinh học Trung Quốc.
Có sự phân biệt giữa năm tính theo Mặt Trời và năm tính theo Mặt Trăng trong lịch Trung Quốc do nó là một loại âm dương lịch. Năm dựa theo Mặt Trăng (年 nián = niên) là từ một Tết Nguyên Đán đến Tết Nguyên Đán tiếp theo. Năm dựa theo Mặt Trời (歲 suì = tuế) có thể là chu kỳ giữa một Lập xuân và Lập xuân tiếp theo hay chu kỳ giữa hai Đông chí (xem phần tiết khí). Năm dựa theo Mặt Trăng được sử dụng để tính ngày, trong khi năm dựa theo Mặt Trời (đặc biệt là năm giữa hai Đông chí) để tính tháng.

## Mười hai chi
Xem chiêm tinh học Trung Quốc để biết thêm chi tiết
Mười hai con vật đại diện cho mười hai địa chi theo trật tự là chuột, bò (Việt Nam: trâu), hổ, thỏ (Việt Nam: mèo), rồng, rắn, ngựa, cừu (hay dê), khỉ, gà, chó và lợn (bắc Việt Nam: heo là cách gọi lợn của miền nam).
Truyền thuyết giải thích trật tự được phân chia cho các con vật. Cả 12 con vật đánh lẫn nhau để tranh giành quyền đứng trước trong chu kỳ các năm của lịch, vì thế Ngọc Hoàng phải tổ chức một cuộc thi để xác định trật tự. Mọi con vật xếp hàng ngang trên bờ sông và phải tìm cách sang bờ sông bên kia. Trật tự trong lịch của chúng sẽ là trật tự khi chúng sang đến bên kia bờ sông. Mèo thì tự hỏi bằng cách nào có thể sang bờ sông bên kia khi mà nó rất sợ nước. Cũng trong thời gian ấy, bò tự hỏi bằng cách nào nó có thể sang đến bờ bên kia với thị lực kém. Con chuột láu lỉnh đề nghị là nó và mèo sẽ ngồi trên lưng bò và hướng dẫn cho nó qua sông. Bò đồng ý và làm việc cật lực mà không để ý đến những sự kiện trên lưng nó. Trong khi ấy, chuột lẻn ra đằng sau mèo và đẩy nó xuống nước. Khi bò đến gần bờ, chuột nhảy lên phía trước và kết thúc cuộc dua ở vị trí thứ nhất. Con lợn lười biếng sang đến bờ bên kia ở vị trí thứ mười hai. Vì thế chuột được đặt tên cho năm đầu tiên, bò ở vị trí thứ hai và lợn ở vị trí thứ 12 trong chu kỳ. Mèo vào đến bờ quá muộn, không còn chỗ cho nó trong lịch và nó thề rằng sẽ là kẻ thù truyền kiếp của chuột.

## Tiết khí
Các tháng trong lịch Trung Quốc tuân theo các chu kỳ của Mặt Trăng. Lịch nông nghiệp dựa theo Mặt Trời với 24 điểm gọi là tiết khí (節氣). Chúng là các điểm đánh dấu các thay đổi bốn mùa để hỗ trợ nông dân quyết định khi nào trồng trọt hay thu hoạch mùa màng, trong khi âm lịch vì nguyên nhân trên là không đáng tin cậy để theo dõi. Thuật ngữ "tiết khí" thông thường được gọi là các "điểm thời tiết". Vì việc tính toán dựa theo Mặt Trời, các tiết khí rơi vào xấp xỉ cùng một ngày trong mọi năm dương lịch chẳng hạn như lịch Gregory, nhưng nó không tạo ra quy luật rõ ràng trong lịch Trung Quốc do quy tắc tính tháng nhuận của nó. Tiết khí được công bố hàng năm trong niên lịch cho nông dân. Tết Nguyên Đán thông thường là ngày sóc gần với Lập xuân. Cụ thể về tiết khí xem bài Tiết khí.
| Kinh độ Mặt Trời | Tiếng Việt         | Tiếng Hoa1 | Tiếng Nhật | Tiếng Triều Tiên ² | Ý nghĩa ³            | Ngày dương lịch 4 |
| ---------------- | ------------------ | ---------- | ---------- | ------------------ | -------------------- | ----------------- |
| 315°             | Lập xuân (立春)    | 立春       | 立春       | 입춘(立春)         | Bắt đầu mùa xuân     | 4 tháng 2         |
| 330°             | Vũ thủy (雨水)     | 雨水       | 雨水       | 우수(雨水)         | Mưa ẩm               | 19 tháng 2        |
| 345°             | Kinh trập (驚蟄)   | 驚蟄(惊蛰) | 啓蟄       | 경칩(驚蟄)         | Sâu nở               | 5 tháng 3         |
| 0°               | Xuân phân (春分)   | 春分       | 春分       | 춘분(春分)         | Giữa xuân            | 21 tháng 3        |
| 15°              | Thanh minh (清明)  | 清明       | 清明       | 청명(清明)         | Trời trong sáng      | 5 tháng 4         |
| 30°              | Cốc vũ (穀雨)      | 穀雨       | 穀雨       | 곡우(穀雨)         | Mưa rào              | 20 tháng 4        |
| 45°              | Lập hạ (立夏)      | 立夏       | 立夏       | 입하(立夏)         | Bắt đầu mùa hè       | 6 tháng 5         |
| 60°              | Tiểu mãn (小滿)    | 小滿(小满) | 小満       | 소만(小滿)         | Lũ nhỏ, duối vàng    | 21 tháng 5        |
| 75°              | Mang chủng (芒種)  | 芒種(芒种) | 芒種       | 망종(芒種)         | Chòm sao tua rua mọc | 6 tháng 6         |
| 90°              | Hạ chí (夏至)      | 夏至       | 夏至       | 하지(夏至)         | Giữa hè              | 21 tháng 6        |
| 105°             | Tiểu thử (小暑)    | 小暑       | 小暑       | 소서(小暑)         | Nóng nhẹ             | 7 tháng 7         |
| 120°             | Đại thử (大暑)     | 大暑       | 大暑       | 대서(大暑)         | Nóng oi              | 23 tháng 7        |
| 135°             | Lập thu (立秋)     | 立秋       | 立秋       | 입추(立秋)         | Bắt đầu mùa thu      | 7 tháng 8         |
| 150°             | Xử thử (處暑)      | 處暑(处暑) | 処暑       | 처서(處暑)         | Mưa ngâu             | 23 tháng 8        |
| 165°             | Bạch lộ (白露)     | 白露       | 白露       | 백로(白露)         | Nắng nhạt            | 8 tháng 9         |
| 180°             | Thu phân (秋分)    | 秋分       | 秋分       | 추분(秋分)         | Giữa thu             | 23 tháng 9        |
| 195°             | Hàn lộ (寒露)      | 寒露       | 寒露       | 한로(寒露)         | Mát mẻ               | 8 tháng 10        |
| 210°             | Sương giáng (霜降) | 霜降       | 霜降       | 상강(霜降)         | Sương mù xuất hiện   | 23 tháng 10       |
| 225°             | Lập đông (立冬)    | 立冬       | 立冬       | 입동(立冬)         | Bắt đầu mùa đông     | 7 tháng 11        |
| 240°             | Tiểu tuyết (小雪)  | 小雪       | 小雪       | 소설(小雪)         | Tuyết xuất hiện      | 22 tháng 11       |
| 255°             | Đại tuyết (大雪)   | 大雪       | 大雪       | 대설(大雪)         | Tuyết dày            | 7 tháng 12        |
| 270°             | Đông chí (冬至)    | 冬至       | 冬至       | 동지(冬至)         | Giữa đông            | 22 tháng 12       |
| 285°             | Tiểu hàn (小寒)    | 小寒       | 小寒       | 소한(小寒)         | Rét nhẹ              | 6 tháng 1         |
| 300°             | Đại hàn (大寒)     | 大寒       | 大寒       | 대한(大寒)         | Rét đậm              | 21 tháng 1        |

Ghi chú:
1. Trong ngoặc là tiếng Hoa giản thể nếu cách viết khác với tiếng Hoa truyền thống.
2. Viết bằng Hangul, trong ngoặc là cách viết kiểu Hanja
3. Ý nghĩa của các tiết về cơ bản là giống nhau trong các nước, tuy nhiên có một vài điểm khác nhau rõ rệt.
4. Ngày bắt đầu của tiết khí có thể dao động trong phạm vi ±1 ngày.

## Lễ hội
Mỗi năm theo lịch Trung Quốc có 9 lễ hội chính, 7 trong số đó xác định theo âm-dương lịch, 2 lễ hội còn lại có nguồn gốc từ lịch nông nghiệp (nông lịch) dựa theo Mặt Trời. (Lưu ý rằng nông dân thực tế sử dụng lịch Mặt Trời (dương lịch), và nó có 24 tiết khí để xác định khi nào thì cần gieo trồng ngũ cốc vì các đặc điểm thời tiết, khí hậu khi tính theo âm dương lịch truyền thống không chính xác. Tuy nhiên, lịch truyền thống cũng được biết đến như là nông lịch.)
Hai lễ hội đặc biệt đó là Tết Thanh Minh và lễ hội Đông chí, trùng với hai tiết khí tương ứng là Thanh minh và Đông chí, lễ hội đầu tiên diễn ra khi kinh độ của Trái Đất trên quỹ đạo của nó quanh Mặt Trời là 15 độ, lễ hội sau ở vị trí 270 độ. Để tính toán âm lịch thì múi giờ được sử dụng là UTC+ 8.
Bảng dưới đây thể hiện 9 lễ hội này. Tuy nhiên, bảng này còn bỏ sót một số tết khác như Tết Hàn Thực (3 tháng 3 âm lịch) hay Tết Trùng Thập (10 tháng 10 âm lịch), đôi khi còn được tổ chức trang trọng hơn các lễ hội như Đông chí hay Thất tịch.
| Ngày                    | Tên Việt               | Tên Hoa                                 | Ghi chú                                                           | 2021  | 2022  | 2023  |
| ----------------------- | ---------------------- | --------------------------------------- | ----------------------------------------------------------------- | ----- | ----- | ----- |
| ngày 1 tháng 1          | Tết Nguyên Đán Năm mới | 春節 chūnjié (xuân tiết)                | Các gia đình sum họp và ăn Tết trong 3 ngày; trước đây là 15 ngày | 29/1  | 17/2  | 6/2   |
| ngày 15 tháng 1         | Tết Nguyên Tiêu        | 元宵節 yuánxiāojié (nguyên tiêu tiết)   | Lễ hội đèn lồng                                                   | 12/2  | 3/3   | 20/2  |
| 4 hay 5 tháng 4         | Tết Thanh Minh         | 清明節 qīngmíngjié (thanh minh tiết)    | Tảo mộ                                                            | 4/4   | 5/4   | 5/4   |
| ngày 5 tháng 5          | Tết Đoan Ngọ           | 端午節 duānwǔjié (đoan ngọ tiết)        | Đua thuyền rồng và ăn rượp nếp (bỗng rượu)                        | 30/5  | 18/6  | 8/6   |
| ngày 7 tháng 7          | Thất tịch              | 七夕 qīxì (thất tịch)                   | Ngày lễ tình nhân                                                 | 28/8  | 18/8  | 8/8   |
| ngày 15 tháng 7         | Tết Trung Nguyên       | 中元節 zhōngyuánjié (trung nguyên tiết) |                                                                   | 5/9   | 26/8  | 16/8  |
| ngày 15 tháng 8         | Tết Trung Thu          | 中秋節 zhōngqiūjié (trung thu tiết)     | Gia đình sum họp và ăn bánh Trung Thu                             | 5/10  | 24/9  | 14/9  |
| ngày 9 tháng 9          | Tết Trùng Dương        | 重陽節 chóngyángjié (trùng dương tiết)  | Trèo núi và triển lãm hoa                                         | 28/10 | 18/10 | 7/10  |
| ngày 21 hay 22 tháng 12 | Lễ hội Đông Chí        | 冬至 dōngzhì (đông chí)                 | Gia đình sum họp                                                  | 21/12 | 22/12 | 22/12 |

## Lịch Triều Tiên
Lịch truyền thống Triều Tiên có nguồn gốc từ lịch Trung Quốc. Đầu thế kỷ 19 Triều Tiên dựa vào quan hệ ngoại giao gần gũi với Trung Quốc trong khi không có quan hệ ngoại giao với các quốc gia khác. Để công nhận mối quan hệ này, các vị vua Triều Tiên tổ chức việc tiếp nhận lịch Trung Quốc từ hoàng đế Trung Hoa mỗi năm với một sự phô trương lớn. Lịch này có:
- Hoàng đạo Trung Hoa gồm 12 Địa Chi (con vật), được sử dụng để tính giờ và năm;
- Mười Thiên Can, được tổ hợp cùng với 12 Địa Chi để tạo ra chu kỳ 60 năm;
- Hai mươi tư điểm đổi hướng thời tiết (節氣 절기 jeolgi) trong mỗi năm, cách nhau khoảng 15 ngày;
- Các tháng Mặt Trăng (tháng âm lịch).

Lịch truyền thống Triều Tiên thông thường tính bắt đầu từ năm 2333 TCN, là thời gian thành lập ra Triều Tiên bởi Dangun theo huyền thoại.
Lịch truyền thống này hiện nay ít được sử dụng, ngoại trừ để tính toán các lễ hội truyền thống (xem thêm Lễ hội Triều Tiên theo âm lịch) và để đánh dấu ngày tháng sinh bởi những người cao tuổi.